# Myiarchus panamensis
Myiarchus panamensis là một loài chim trong họ Tyrannidae.